# José da Paz de Castro Seabra
José da Paz de Castro Seabra (18 de março de 1840 - 9 de maio de 1901) foi fidalgo, cavaleiro da casa real e grande proprietário português do século XIX. Era filho do visconde Joaquim Pedro Seabra e sua esposa Ana José de Sousa Miranda e Castro. Era doutor em filosofia pela Universidade de Jena, na atual Alemanha, adido à legação do rei em Berlim e comendador da Ordem de Cristo e Ordem Militar de Nossa Senhora da Conceição de Vila Viçosa. Desposou em 13 de janeiro de 1867 a viscondessa Emília Angélica Monteiro de Sampaio. Por decreto de 9 de abril de 1874 do rei Carlos I, tornaram-se condes da Junqueira. Por não possuírem filhos, sua propriedade foi vendida, em 1918, ao médico Manuel Caroça.